# Burstow Stream
Der Burstow Stream ist ein Wasserlauf in England. Er entsteht östlich der Anschlussstelle 10 des M23 motorway in West Sussex und fließt in nördlicher Richtung zunächst im Osten von Horley in Surrey. Im Nordosten des Ortes fließt er dann in westlicher Richtung entlang der nördlichen Randbezirke von Horley bis zu seiner Mündung in den River Mole.